# Migen Memelli
Migen Memelli es un futbolista albanés, actualmente jugando para el SK Brann de Bergen (Noruega). Memelli tiene 140 partidos y 45 goles en la Primera División albanesa.

## Trayectoria
| Período   | Club             | Partidos (goles) |
| --------- | ---------------- | ---------------- |
| 1999-2000 | Skënderbeu Korçë | ? (?)            |
| 2001-2003 | Teuta Durrës     | ? (?)            |
| 2003-2004 | Elbasan          | ? (?)            |
| 2004      | Laci             | ? (?)            |
| 2005      | Elbasan          | ? (?)            |
| 2005      | Skënderbeu Korçë | 11 (8)           |
| 2006-     | S.K. Brann       | 8 (1)            |

- Datos: Q2551877